# روس ستيوارت
روس ستيوارت (بالإنجليزية: Ross Stewart)‏ هو لاعب كرة قدم بريطاني في مركز حراسة المرمى، ولد في 16 أبريل 1995 في غلاسكو في المملكة المتحدة. شارك مع منتخب اسكتلندا تحت 17 سنة لكرة القدم ومنتخب اسكتلندا تحت 19 سنة لكرة القدم. أما مع النوادي، فقد لعب مع نادي ألبيون روفرز ونادي ماذرويل.

## وصلات خارجية
- روس ستيوارت على موقع الاتحاد الإسكتلندي (الإنجليزية)
- روس ستيوارت على موقع قاعدة بيانات كرة القدم.إي يو (الإنجليزية)
- روس ستيوارت على موقع Soccerbase.com (لاعب) (الإنجليزية)